# Commercial Lunar Payload Services
Commercial Lunar Payload Services (CLPS) este un program NASA pentru contractarea de servicii de transport, care poate trimite mici transporturi automatizate și vehicule lunare robotizate către Lună. CLPS este destinat să achiziționeze servicii de încărcare la domiciliu între Terra și suprafața lunară folosind contracte cu preț fix.
Programul CLPS va fi dirijat de catre Cartierul General pentru Misiuni Științifice a NASA (NASA Headquarter's Science Mission Directorate), împreună cu Direcțiile de Misiuni Explorare și Operatiuni Umane și Tehnologiei Științifice (Human Exploration and Operations and Science Technology Mission Directorates). NASA se așteaptă ca antreprenorii să furnizeze toate activitățile necesare pentru integrarea, adaptarea, transportul și operarea în siguranță a sarcinilor utile ale NASA, inclusiv a vehiculelor de lansare, a navelor spațiale lunare, a sistemelor de suprafață lunară, a vehiculelor de reintrare și a resurselor asociate. Prima solicitare formală este așteptată cândva în 2019.

## Companiile selectate
Companiile selectate pentru licitarea contractelor si misiunilor CLPS sunt:
- Astrobotic Technology
- Deep Space Systems
- Draper
- Firefly Aerospace
- Intuitive Machines
- Lockheed Martin Space
- Masten Space Systems
- Moon Express
- Orbit Beyond